# Resolutie 291 Veiligheidsraad Verenigde Naties
Resolutie 291 van de Veiligheidsraad van de Verenigde Naties werd aangenomen op 10 december 1970. Dat gebeurde op de 1564ste
vergadering van de Raad.

## Achtergrond
In 1964 hadden de VN de UNFICYP-vredesmacht op Cyprus gestationeerd na het geweld tussen de twee bevolkingsgroepen op het eiland. Deze was tien jaar later nog steeds aanwezig toen er opnieuw geweld uitbrak nadat Griekenland een staatsgreep probeerde te plegen en Turkije het noorden van het eiland bezette.

## Inhoud
De Veiligheidsraad merkte op dat de Secretaris-Generaal in zijn rapport, een vredesmacht nog steeds noodzakelijk vond. Ook werd opgemerkt dat de regering van Cyprus de VN-vredesmacht noodzakelijk vond. In recente rapporten werd de situatie op het eiland opgemerkt.
De Veiligheidsraad bevestigde de resoluties 186, 187, 192, 194, 198, 201, 206, 207, 219, 220, 222, 231, 244, 247, 254, 261, 266, 274 en 281. Ook bevestigde de Veiligheidsraad de consensus die was uitgedrukt door de president van de 1143ste en 1383ste vergadering;
De betrokken partijen werden opgeroepen om terughoudend te handelen, naar de resoluties van de VN-veiligheidsraad.
De Veiligheidsraad verlengde de aanwezigheid van VN-vredestroepen in Cyprus, resolutie 186 (1964), met zes maanden, eindigend op 15 juni 1971.

## Verwante resoluties
- Resolutie 293 Veiligheidsraad Verenigde Naties
- Resolutie 305 Veiligheidsraad Verenigde Naties

Lijst ·  276 ·  277 ·  278 ·  279 ·  280 ·  281 ·  282 ·  283 ·  284 ·  285 ·  286 ·  287 ·  288 ·  289 ·  290 ·  291